# Xylolejeunea aquarius
Xylolejeunea aquarius là một loài Rêu trong họ Lejeuneaceae. Loài này được (Spruce) X.-L. He & Grolle mô tả khoa học đầu tiên năm 2001.